# Chimaeridae
Famille
Les chimaéridés (Chimaeridae) forment une famille de poissons cartilagineux de l'ordre des Chimaeriformes (les « chimères », proches des requins).

## Description et caractéristiques
Ces chimères se distinguent par leur museau court et arrondi. La première nageoire dorsale est érectile, pourvue d'une puissante épine ; la seconde est allongée et moins haute. La queue est diphycercale, c'est-à-dire que la colonne vertébrale la parcourt en son milieu, la divisant en deux parts égales. 
Les deux genres de chimaéridés se distinguent par la nageoire anale. Celle-ci est confluente avec la nageoire caudale dans le genre Hydrolagus, mais est séparée chez Chimaera,.
Ces poissons se rencontrent dans les trois principaux bassins océaniques, dans des eaux tropicales ou tempérées, à partir de 200 m de profondeur, et jusqu'à plusieurs milliers de mètres. Ils se nourrissent principalement de petits poissons et d'invertébrés benthiques. Ils sont ovipares, et déposent des capsules d’œufs sur le fond. L'épine de la première nageoire dorsale est associée à une glande à venin, dangereux pour ses prédateurs comme pour l'Homme.

## Systématique
La famille des Chimaeridae a été décrite pour la première fois par l'homme politique et un ornithologue français Charles Lucien Bonaparte en 1831.
La monophylie des deux genres inclus dans cette famille est remise en question par des analyses du génome mitochondrial de plusieurs espèces,,.

### Publication originale
- Publication originale : (it) Bonaparte, C.L., « Saggio di una distribuzione metodica degli Animali Vertebrati a sangue freddo », Giornale Arcadico di Scienze Lettere ed Arti, vol. 51,‎ 1831, p. 129–209 (lire en ligne)

### Liste des genres et espèces
Les chimaéridés, répartis en deux genres, représentent près de 70% des espèces d'holocéphales.
Selon FishBase (6 avril 2023) :
| - genre Chimaera Linnaeus, 1758 - Chimaera argiloba Last, White & Pogonoski, 2008 - Chimaera bahamaensis Kemper, Ebert, Didier & Compagno, 2010 - Chimaera buccanigella Clerkin, Ebert & Kemper, 2017 - Chimaera carophila Kemper, Ebert, Naylor & Didier, 2014 - Chimaera compacta Iglésias, Kemper & Naylor, 2021 - Chimaera cubana Howell Rivero, 1936 - Chimaera didierae Clerkin, Ebert & Kemper, 2017 - Chimaera fulva Didier, Last & White, 2008 - Chimaera jordani Tanaka, 1905 - Chimaera lignaria Didier, 2002 - Chimaera macrospina Didier, Last & White, 2008 - Chimaera monstrosa Linnaeus, 1758 - Chimaera notafricana Kemper, Ebert, Compagno & Didier, 2010 - Chimaera obscura Didier, Last & White, 2008 - Chimaera ogilbyi Waite, 1898 - Chimaera opalescens Luchetti, Iglésias & Sellos, 2011 - Chimaera orientalis Angulo, López, Bussing & Murase, 2014 - Chimaera owstoni Tanaka, 1905 - Chimaera panthera Didier, 1998 - Chimaera phantasma Jordan & Snyder, 1900 - Chimaera willwatchi Clerkin, Ebert & Kemper, 2017 | - genre Hydrolagus Gill, 1862 - Hydrolagus affinis (de Brito Capello, 1868) - Hydrolagus africanus (Gilchrist, 1922) - Hydrolagus alberti Bigelow & Schroeder, 1951 - Hydrolagus alphus Quaranta, Didier, Long & Ebert, 2006 - Hydrolagus barbouri (Garman, 1908) - Hydrolagus bemisi Didier, 2002 - Hydrolagus colliei (Lay & Bennett, 1839) - Hydrolagus deani (Smith & Radcliffe, 1912) - Hydrolagus eidolon (Jordan & Hubbs, 1925) - Hydrolagus erithacus Walovich, Ebert & Kemper, 2017 - Hydrolagus homonycteris Didier, 2008 - Hydrolagus lusitanicus Moura, Figueiredo, Bordalo-Machado, Almeida & Gordo, 2005 - Hydrolagus macrophthalmus de Buen, 1959 - Hydrolagus marmoratus Didier, 2008 - Hydrolagus matallanasi Soto & Vooren, 2004 - Hydrolagus mccoskeri Barnett, Didier, Long & Ebert, 2006 - Hydrolagus melanophasma James, Ebert, Long & Didier, 2009 - Hydrolagus mirabilis (Collett, 1904) - Hydrolagus mitsukurii (Jordan & Snyder, 1904) - Hydrolagus novaezealandiae (Fowler, 1911) - Hydrolagus pallidus Hardy & Stehmann, 1990 - Hydrolagus purpurescens (Gilbert, 1905) - Hydrolagus trolli Didier & Séret, 2002 |

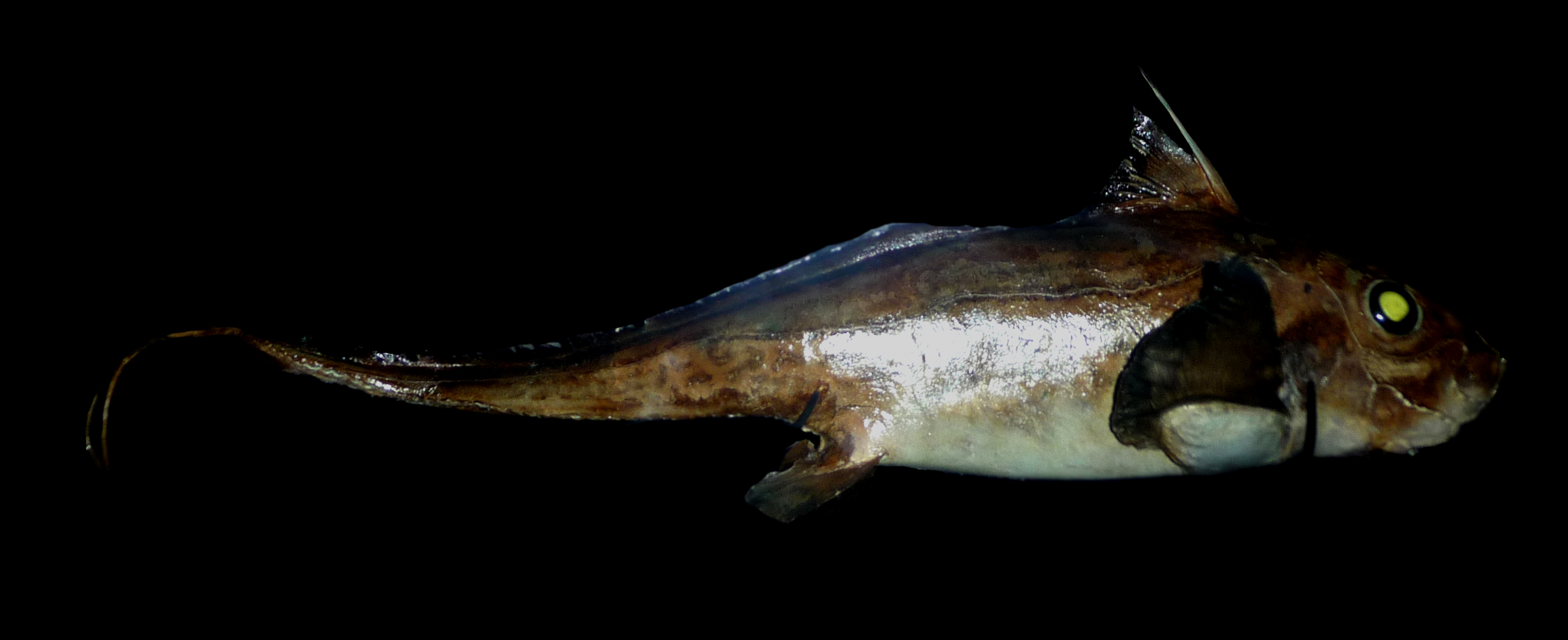
Chimaera monstrosa
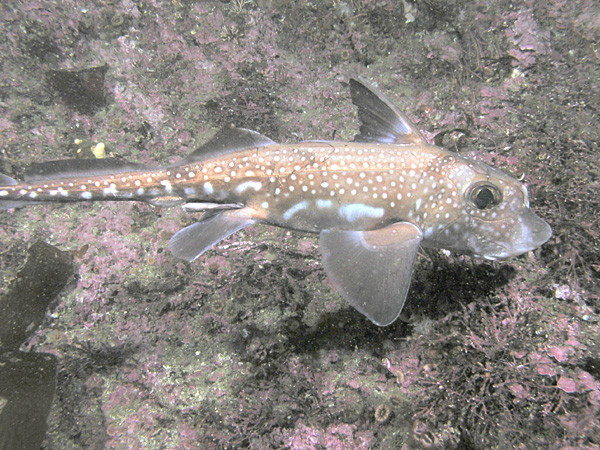
Hydrolagus colliei